# John Allen Paulos

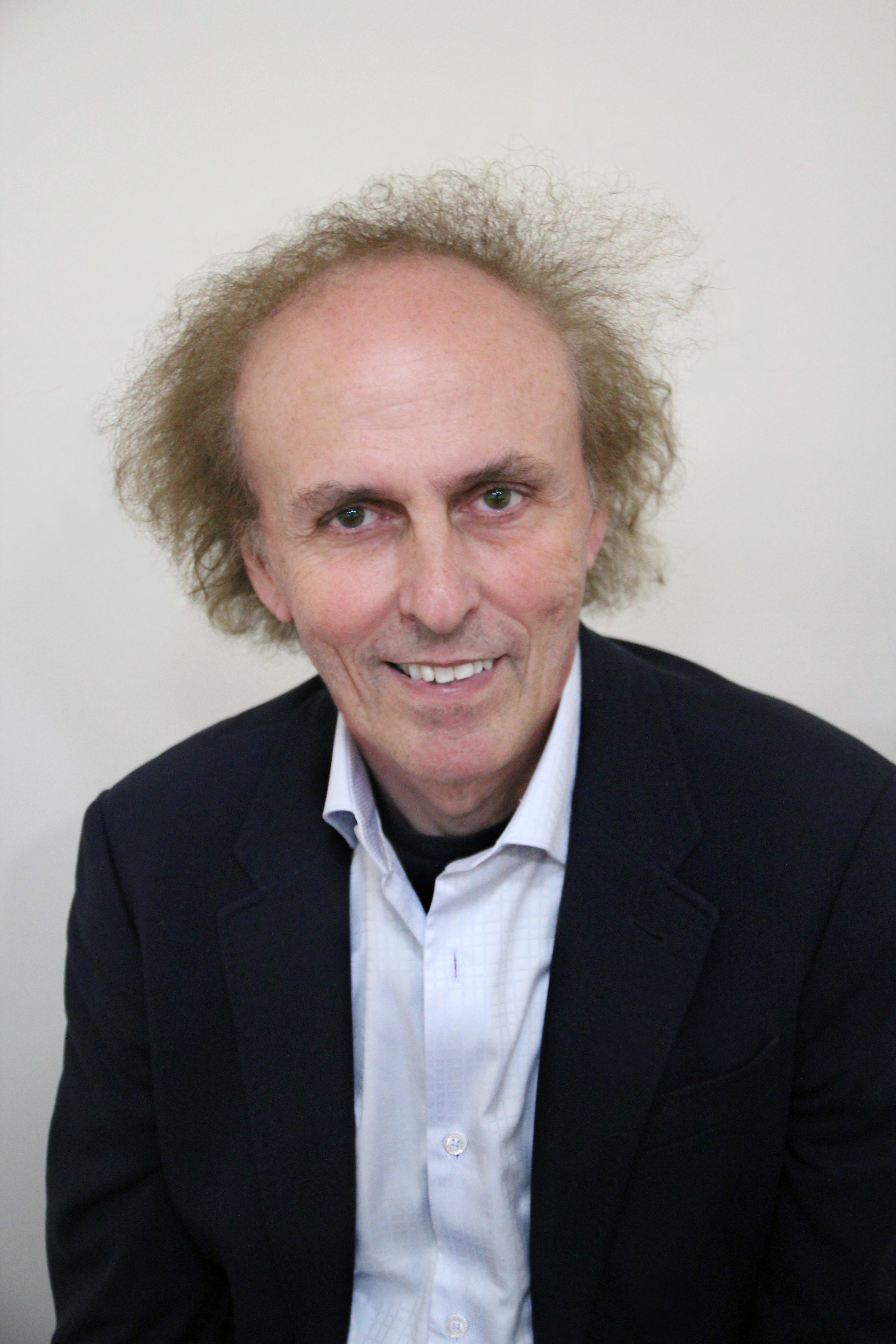
J. A. Paulos (2015)

John Allen Paulos (* 4. Juli 1945 in Denver) ist Mathematikprofessor an der Temple University in Philadelphia. Er hat verschiedene allgemeinverständliche Bücher über Mathematik geschrieben, insbesondere über Zahlenanalphabetismus.
Paulos wuchs in Chicago und Milwaukee auf. Er promovierte in Mathematik an der University of Wisconsin. Seine akademische Arbeit umfasst hauptsächlich mathematische Logik und Wahrscheinlichkeitstheorie.

## Zitat
Mathematische Analphabeten neigen dazu, die Häufigkeit von Zufällen drastisch zu unterschätzen und Übereinstimmungen aller Art große Bedeutung einzuräumen, während schlüssige, nicht so spektakuläre statistische Beweise wesentlich weniger Eindruck auf sie machen.

## Bibliographie
- A Mathematician Plays the Stock Market (2003)
- Once Upon a Number: The Hidden Mathematical Logic of Stories (1998)
- A Mathematician Reads the Newspaper (1995)
- Beyond Numeracy: Ruminations of a Numbers Man (1991)
- Innumeracy: Mathematical Illiteracy and its Consequences (1989)
- I Think Therefore I Laugh: The Flip Side of Philosophy (1985)
- Mathematics & Humor (1980)

auf Deutsch:
- Zahlenblind. Mathematisches Analphabetentum und seine Konsequenzen. München, Wilhelm Heyne Verlag 1990. ISBN 3-453-03623-9
- Ich lache, also bin ich. Einladung zur Philosophie. Frankfurt/Main, Reihe Campus 1988. ISBN 3-593-34000-3